# Judit Ignacio
Judit Ignacio Sorribes (Barcellona, 18 marzo 1994) è una nuotatrice spagnola.

## Biografia
È stata portabandiera della Spagna ai Giochi olimpici giovanili di Singapore 2010.
Ha rappresentato la Spagna ai Giochi olimpici di Londra 2012 e Rio de Janeiro 2016.

## Palmarès
| Anno | Manifestazione            | Sede      | Evento        | Risultato | Prestazione | Note |
| ---- | ------------------------- | --------- | ------------- | --------- | ----------- | ---- |
| 2009 | Europei giovanili         | Praga     | 4x100m misti  | Bronzo    | 4'10"49     |      |
| 2010 | Europei giovanili         | Helsinki  | 100m farfalla | Argento   | 1'00"60     |      |
| 2010 | Europei giovanili         | Helsinki  | 200m farfalla | Oro       | 2'12"30     |      |
| 2010 | Giochi olimpici giovanili | Singapore | 100m farfalla | Argento   | 1'00"07     |      |
| 2010 | Giochi olimpici giovanili | Singapore | 200m farfalla | Argento   | 2'10"11     |      |
| 2011 | Mondiali giovanili        | Lima      | 200m farfalla | Oro       | 2'08"25     |      |
| 2014 | Europei                   | Berlino   | 200m farfalla | Argento   | 2'06"66     |      |
| 2016 | Europei                   | Londra    | 200m farfalla | Bronzo    | 2'07"52     |      |